# Llantwit Major
Llantwit Major (kymriska: Llanilltud Fawr -- llan kyrkgård + Illtud (walesiskt helgon) + mawr stor) är en liten kuststad och community i kommunen Vale of Glamorgan i Wales, vid Bristol Channels kust. Det är en av Vale of Glamorgans fyra städer, och den tredje största efter befolkningsantal (8 427 i tätorten år 2011), efter Barry och Penarth, men före Cowbridge som ligger 7 kilometer nordöst om staden. Llantwit Majors centrum ligger runt 14 km sydöst om Bridgend, 16 km väst om Barry och 24 km sydväst om Wales huvudstad Cardiff.
Stadens walesiska namn, Llanilltud Fawr, kommer från helgonet Illtud, som kom till området från Bretagne. Han grundade klostret Illtud och klostrets skola, Cor Tewds, som senare växte till att bli en av den tidens mest prestigefyllda kristna lärosäten. Vid sin höjdpunkt hade skolan över 2 000 studenter, och däribland prinsar och flera framstående kyrkmän, av vilka vissa idag är helgon. Klostret förstördes av vikingar år 987, men återuppbyggdes 1111 och fortsatte att vara ett lärosäte styrt av Tewkesbury Abbey tills det stängde 1539 under klosterupplösningen. Kyrkan St Illtyd's Church, byggd nära det gamla klostret, är uppsatt på listan Statutory List of Buildings of Special Architectural or Historic Interest, som innehåller byggnader av arkitektoniskt eller historiskt intresse. Den är en av de äldsta församlingskyrkorna i Wales.
Den moderna staden utvecklades snabbt under 1900-talet, för att inhysa personal från Royal Air Force från basen i närliggande St Athan, men har fortfarande kvar sina medeltida kullerstensgator och 14- och 1500-talsbyggnader. Järnvägsstationen återinvigdes i juni 2005. Collugh Beach är en populär strand för surfning, och har kvarstoder från ett fort från järnåldern såväl som några av de finaste exemplen på fossil från jura-perioden i Wales. Stenstranden med sina dramatiska klippformationer utgör en del av en 23 kilometer lång kustlinje som skyddas under Glamorgans kustarv - det vill säga, en kuststräcka som utmärker sig för sin skönhet eller vetenskapliga betydelse. Kustlinjen sträcker sig från Gileston i öst till Newton Point bortom Southerndown i väst.

## Historia

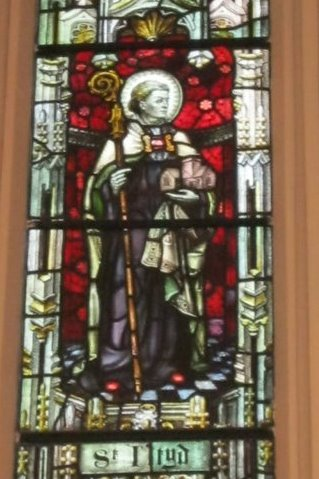
Saint Illtud, som gav namn åt stadens walesiska namn.

Llantwit Major har bebotts i över 3 000 år, och arkeologiska bevis visar att det var bebott under neolitikum. Det finns återstoder av ett fort från järnåldern vid strandområdet. Utgrävningar vid Llantwit Major Roman Villa strax norr om staden visar på att området beboddes under den romerska tiden i omkring 350 år. Dess badrum och de mosaiska stenläggningarna dateras till mitten av 100-talet e.Kr. Efter legionernas tillbakadragande under 400-talet kom Illtud till Hodnantdalen från Bretagne och grundade klostret Illtud i Ogney Brook med tillhörande skola, i närheten av St Illtyd's Church omkring 1,5 kilometer från havet. Det exakta datumet är inte känt, men vissa källor tyder på någonstans omkring år 500 e.Kr. Den blåa plaketten på kyrkan återger också detta datum. På grund av dess kloster och lärocenter blev staden ett stort centrum för utbildning och keltisk kyrkevangelism och drog till sig lärda från över hela Wales, Devon, Cornwall, Bretagne och även övriga världen. Llantwits college - Cor Tewdws på walesiska, även kallat Illtyds college, hade när det var som störst sju campus, över 400 hus och fler än 2 000 studenter. Där studerade även sönerna till sju brittiska prinsar, och lärda som Patrick, Paul Aurelian, barden Taliesin, Gildas Badonicus historikern, Samson of Dol, Paulinus av Wales, Leóns biskop och David av Menevia tros ha tillbringat en tid där. Enligt dokument ska Patrick under tiden han var präst på klostret ha kidnappats av irländska pirater, för att senare bli Irlands skyddshelgon. Samson ska ha tillkallats av Dyfrig att ansluta sig till klostret år 521, och han var vald abbot för en kort period innan han lämnade klostret och begav sig till Cornwall. Kung Hywel ap Rhys (d. 886) begravdes vid klostret.
Skolan led under saxarnas och danskarnas invasion, och förstördes av vikingarna år 987, och av normanderna under 1000-talets slut. År 1111 skall den ha återuppbyggts, men förmodligen i ett sämre skick än den ursprungliga versionen. Den skall ha fortsatt fungera som en klosterskola genom medeltiden fram till reformationen Det ursprungliga skolhusets ruiner ligger i en trädgård i kyrkogårdens norra hörn, och klostersalarna låg på ett ställe kallat Hill-head på tiondeladans norra sida. Även om inget av det ursprungliga klostret finns kvar byggdes den nuvarande kyrkan ursprungligen mellan 950 och 1400, och dess tidigaste kvarvarande sekulära byggnader dateras till 1400-talet. Kyrkan och skolan blev Tewkesbury Abbeys egendom omkring 1130, efter att ha blivit en del av det normandiska kungadömet Glamorgan. Efter klosterupplösningen av Henrik VIII under reformationen blev den dock självständig från Tewkesbury, år 1539. St Donat's Castle, 2,4 km västerut, byggdes under 1200-talet.
Under 1900-talet utvecklades Llantwit till en sovstad, och växte till omkring 15 gånger sin forna storlek, för att inhysa Royal Air Force i St Athan. Trots moderniseringen och tillväxten har den behållit sin medeltida känsla med smala, slingrande gator, höga murar, medeltida stadshus och grindstuga och flera värdshus och hus från 1500-talet. Llantwit Major railway station öppnades igen i juni 2005.

## Geografi
Llantwit Major ligger i sydöstra Wales, och i mellanvästra delarna av Vale of Glamorgans kust. Staden kan nås från norr direkt med väg B4268, och indirekt med väg B4270 (St. Athan road), en förgrening från väg A48, samt direkt med väg B4265 som går till Bridgend i nordväst och Cardiffs flygplats samt Barry i öst. Det är en av Vale of Glamorgans fyra städer, och den befolkningsmässigt tredje största efter Barry och Penarth, men större än Cowbridge, som ligger omkring 7,2 km nordöst om Llantwit Major. Llantwit Majors centrum ligger omkring 16 km från Bridgend, och omkring 24 km från Cardiffs centrum, som ligger längre österut. Boverton är en förort öster om Llantwit.
En liten flod, Afon Col-huw, flyter genom staden, och floden Nant y Stepsau flyter in från Eglwys Brewis i nordöst. Området är byggt på flera olika höjdnivåer, och själva staden lutar. Vid den lägre nivån nära kusten ligger den platta Collughdalen som utmärks av branta klippor på båda sidor som leder till en stenstrand. Vid stranden, som ligger söder om staden, finns återstoderna av en gammal stenmur från det stora järnåldersfortet Castle Ditches som en gång låg här. Llantwits branta klippor, som längs kusten leder till St Donat's Castle och Atlantic College, har genomgått dramatisk erosion under de senaste åren, vilket har resulterat i att stenstrukturen på många ställen har kollapsat i högar, framför allt på den östra sidan. Klippvägen, som en gång låg 91 meter från kanten, ligger nu bara några meter från den naturliga stigen, vilket har lett till att Vale of Glamorgans råd har byggt upp omfattande barriärer för att förebygga olyckor. De 23 kilometerna kustlinje, från Gileston i öst till Newton Point i väst, passerandes genom St Donat's och Southerndown, är ett skyddat kustarv. Tresilian Bay ligger mellan Llantwit Major och St Donat's. Längs denna kuststräcka slingrar sig klippvägen genom flera dalar. Llantwit Majors strand är ett av de bästa platserna i Wales för att hitta fossil från jura, såsom koraller, jättebrachiopoder, gastropoder samt benen från Ichthyosaurus. Under 1990-talets början översvämmades stranden av tidvattnet, som steg bortom strandväggen, och översvämmade de omgivande betesmarkerna i dalen, som nu används som campingplats.
Stranden är en populär destination för turister under sommarmånaderna. Vid ebb är stranden en omfattande stenstrand med en sandsträcka i väst, med utsikt över Bristol Channel och Somersets kustlinje, med de vita taken i Butlins, Minehead. Llantwit Major är en populär plats för surfning med surfare året runt, dock framför allt under sommaren. Stranden har en badvakt som bekostas av Vale of Glamorgans råd.

## Ekonomi och politik

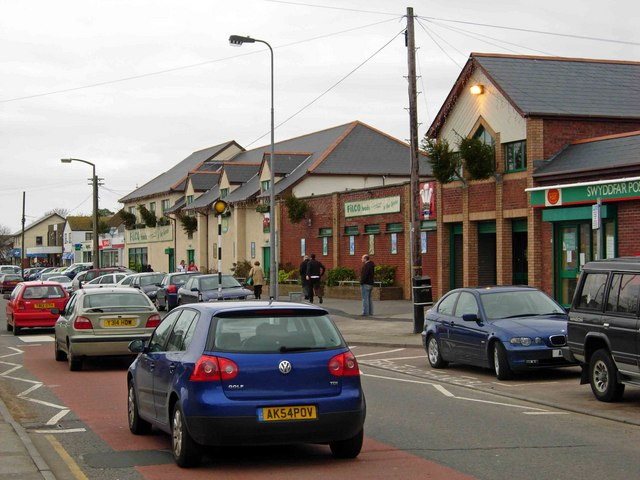
Huvudvägen, Boverton Road. Affären supermarket ligger till höger.

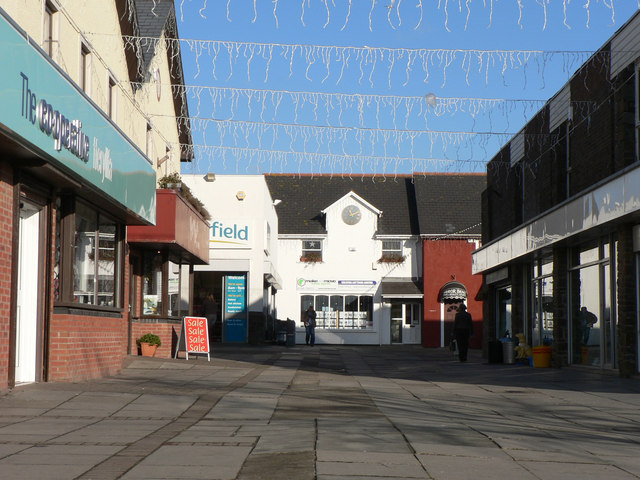
"The Precinct".

Llantwit Major är en liten stad som till stor del är beroende av lokal handel och förtjänster längre bortifrån. Majoriteten av invånarna pendlar till sina arbeten på andra ställen, framför allt Cardiff eller Bridgend. Under sommarmånaderna är turismen viktig för staden, där "The Precinct", "Rainbow Plaza" samt flera pubar och restauranger finns. Av betydelse är Old Swan Inn, Old White Hart Inn, The Tudor Tavern och West House Country Hotel Heritage Restaurant från 1600-talet.
Staden är känd i södra Wales som ett surfställe, även om den inte är lika känd som Porthcawl, längre bort längs samma kust. Staden har en surfaffär. Under sommarmånaderna tar det lokala styret ofta betalt för parkering för besökare, och får inkomst från strandkaféet och organiserade promenader. Victorian Fair Day, som startades 1983, hålls vanligtvis i lördagen närmast den 22 varje juni, med ett viktorianskt tema. Dagen lockar till sig besökare från hela södra Wales. Staden har flera stormarknader, som Somerfield och Filco, samt ett bibliotek. Åtminstone tre apotek och två banker (HSBC och Lloyds TSB) ligger i centrum längs Boverton Road. Den lokala konstnärsgemenskapen stödjer ett antal konst- och hantverksaffärer samt försäljare av keramik och krukor.
Staden styrs av Llantwit Major town council som består av femton ledamöter. Nio av dem är oberoende och sex representerar Konservativa partiet.Den nuvarande borgmästaren är Ralph Austin. Den administreras av Vale of Glamorgan och är vänort med Le Pouliguen, Frankrike.